# Alchemilla vinacea
Alchemilla vinacea är en rosväxtart som beskrevs av Sergei Vasilievich Juzepczuk. Alchemilla vinacea ingår i släktet daggkåpor, och familjen rosväxter. Inga underarter finns listade i Catalogue of Life.